# Malhaz̄ān
Malhaz̄ān (persiska: مَهلِهزان, مَهلَن زان, مَهلَه زان, مَلهَذان, مَخلَزَن, ماتازان, ملهذان, Mahlezān, مَهلِزان) är en ort i Iran.   Den ligger i provinsen Västazarbaijan, i den nordvästra delen av landet, 600 km nordväst om huvudstaden Teheran. Malhaz̄ān ligger 1 019 meter över havet och antalet invånare är 462.
Terrängen runt Malhaz̄ān är varierad.Runt Malhaz̄ān är det ganska tätbefolkat, med 75 invånare per kvadratkilometer. Närmaste större samhälle är Khvoy, 16,2 km sydväst om Malhaz̄ān. Trakten runt Malhaz̄ān består till största delen av jordbruksmark.